# ČEZ Extraliga 2024/2025
ČEZ Extraliga 2024/2025 byla 31. ročníkem nejvyšší ženské florbalové soutěže v Česku. 
Základní část soutěže hrálo 11 týmů dvakrát každý s každým. Dvě kola před koncem v ní po 20 letech zvítězil tým Logisteed Tatran Střešovice.
Tatran v finále podlehl týmu 1. SC TEMPISH Vítkovice, dvojnásobnému obhájci titulu. Vítkovice tak získaly celkem deváté zlato, čímž překonaly rekord Tigers Jižní Město. Tatran do superfinále postoupil poprvé v historii. Naposledy hrál finálovou sérii v sezóně 2004/2005. Naopak Florbal Chodov poprvé od roku 2012 skončil bez medaile.

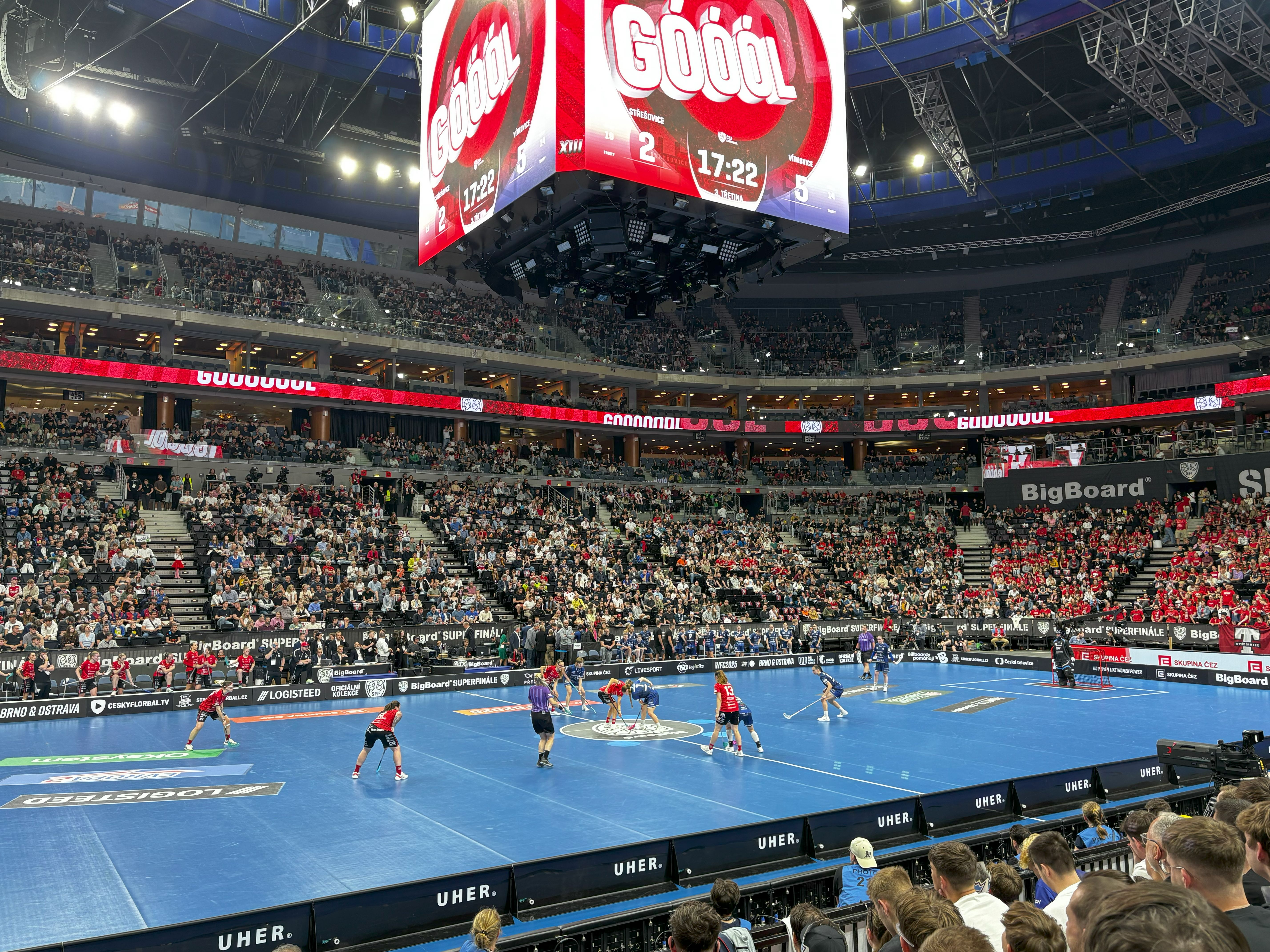
Superfinálový zápas Tatran Střešovice–1. SC Vítkovice

Nováčkem v této sezóně byl tým FBC Dobruška, výherce 1. ligy v minulém ročníku. Žádný další tým, včetně vítěze baráže FAT PIPE Tigers Start98 a sestupujícího TJ Znojmo LAUFEN CZ, neměl o účast v lize zájem. Počet týmů tak zůstal na neúplných jedenácti a systém základní části i play-down byl upravený stejně jako v předešlém ročníku.
V 1. lize v tomto ročníku zvítězil tým Florbal Chomutov, který by tak měl v následující sezóně Extraligy doplnit soutěž na 12 týmů.

## Základní část
Základní část soutěže hrálo 11 týmů dvakrát každý s každým od 14. září 2024 do 9. března 2025. Pro kompenzaci jednoho chybějícího týmu v každém kole jeden z týmů nehrál. Do play-off postoupilo prvních osm týmů. Poslední tři týmy hrály play-down o sestup.
| Poř. | Tým                            | Z  | V  | VP | PP | P  | VG  | OG  | B  |
| ---- | ------------------------------ | -- | -- | -- | -- | -- | --- | --- | -- |
| 1.   | Logisteed Tatran Střešovice    | 20 | 17 | 2  | 1  | 0  | 149 | 50  | 56 |
| 2.   | FBC ČPP Bystroň Group Ostrava  | 20 | 14 | 3  | 0  | 3  | 133 | 58  | 48 |
| 3.   | 1. SC Tempish Vítkovice Natios | 20 | 15 | 0  | 1  | 4  | 127 | 54  | 46 |
| 4.   | FAT PIPE Florbal Chodov        | 20 | 13 | 0  | 2  | 5  | 164 | 75  | 41 |
| 5.   | FbŠ Bohemians                  | 20 | 9  | 1  | 1  | 9  | 102 | 87  | 30 |
| 6.   | Bulldogs Brno                  | 20 | 9  | 1  | 0  | 10 | 90  | 86  | 29 |
| 7.   | Bohemsca FBS Olomouc           | 20 | 7  | 1  | 2  | 10 | 79  | 85  | 25 |
| 8.   | FBC Intevo Třinec              | 20 | 7  | 0  | 2  | 11 | 61  | 153 | 23 |
| 9.   | Crazy girls FBC Liberec        | 20 | 5  | 3  | 2  | 10 | 89  | 124 | 23 |
| 10.  | FBC Kamat Dobruška             | 20 | 1  | 0  | 2  | 17 | 53  | 156 | 5  |
| 11.  | K1 Florbal Židenice            | 20 | 0  | 2  | 0  | 18 | 52  | 171 | 4  |

O konečném pořadí na osmém a devátém místě rozhodly výsledky vzájemných zápasů.

## Play-off

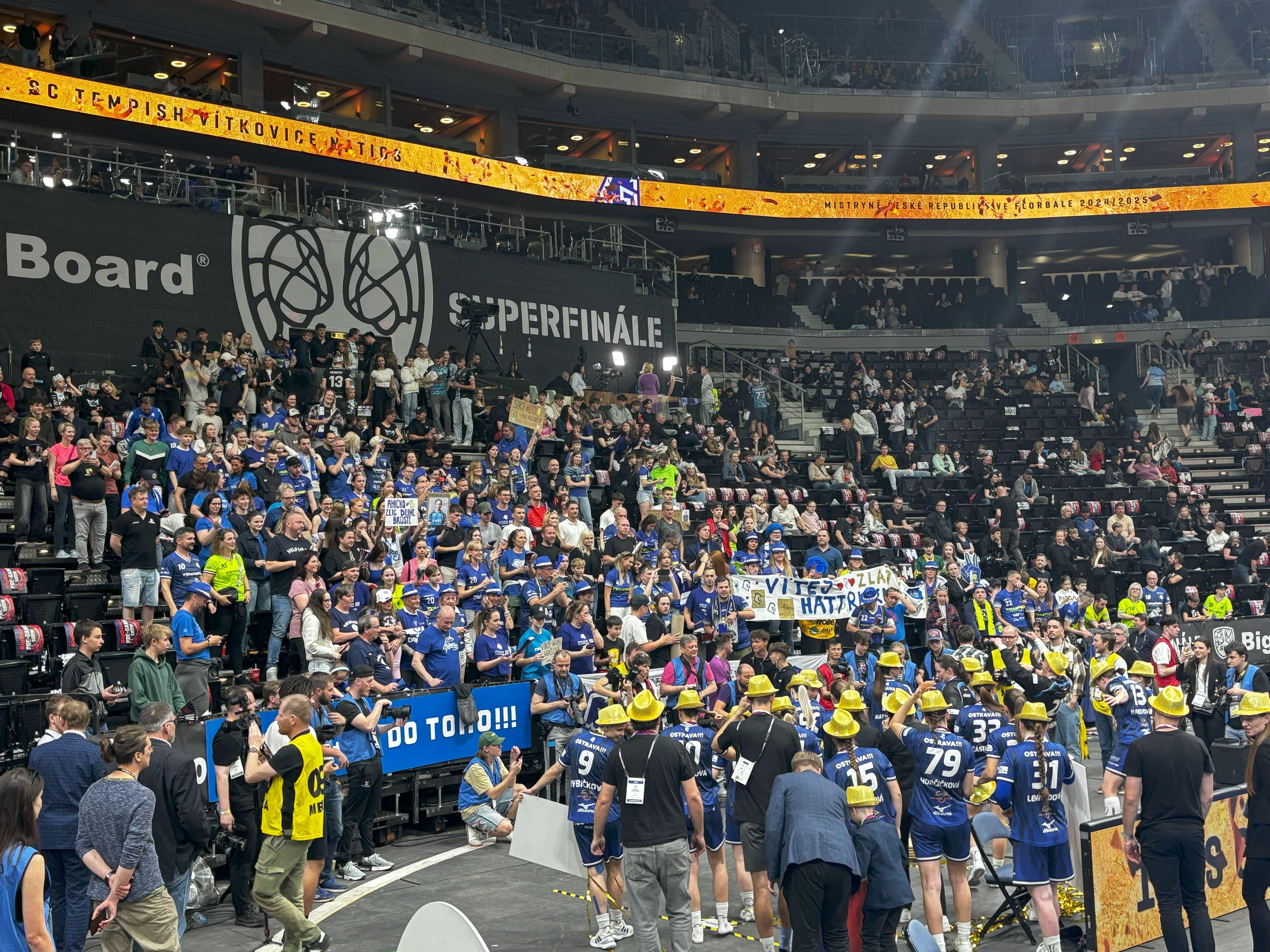
Vítkovice slaví mistrovský titul před svými fanoušky

Do play-off postoupilo prvních osm týmů. První tři týmy po základní části si 9. března 2025 postupně zvolily soupeře pro čtvrtfinále z druhé čtveřice. Čtvrtfinále se hrálo od 15. do 30. března. Poprvé v historii se dvě čtvrtfinálové série hrály na více než pět zápasů a poprvé od sezóny 2016/2017 byla jedna ze sérií (Logisteed Tatran Střešovice–Bulldogs Brno) rozhodnuta až sedmým zápasem.
Vítěz základní části (Tatran) si hned po svém vítězství v sedmém zápase zvolil soupeře (FAT PIPE Florbal Chodov) ze dvou nejhůře umístěných postupujících. Semifinále se hrálo od 5. do 20. dubna. Tatran se jako první tým v historii probojoval do finále přes dvě sedmizápasové série.
O mistru Extraligy rozhodl jeden zápas tzv. superfinále 27. dubna 2025 v pražské O2 aréně. Finále překonalo s 11 728 diváky dosavadní rekord v návštěvnosti na ligovém zápase českého ženského halového sportu z finále předešlé sezóny, které vidělo 10 647 fanoušků. V zápase padl nejrychlejší gól v historii superfinále, který v čase 1:38 vstřelila útočnice týmu 1. SC Vítkovice Nela Sikorová.

### Pavouk
|  | Čtvrtfinále (na zápasy)     | Čtvrtfinále (na zápasy) |                             |   | Semifinále (na zápasy) | Semifinále (na zápasy) |  |  | Superfinále (skóre) | Superfinále (skóre) |
|  |                             |                         |                             |   |                        |                        |  |  |                     |                     |
|  |                             |                         |                             |   |                        |                        |  |  |                     |                     |
|  | Logisteed Tatran Střešovice | 4                       |                             |   |                        |                        |  |  |                     |                     |
|  | Logisteed Tatran Střešovice | 4                       |                             |   |                        |                        |  |  |                     |                     |
|  | Bulldogs Brno               | 3                       |                             |   |                        |                        |  |  |                     |                     |
|  | Bulldogs Brno               | 3                       | Logisteed Tatran Střešovice | 4 |                        |                        |  |  |                     |                     |
|  |                             |                         | Logisteed Tatran Střešovice | 4 |                        |                        |  |  |                     |                     |
|  |                             | FAT PIPE Florbal Chodov | 3                           |   |                        |                        |  |  |                     |                     |
|  | FAT PIPE Florbal Chodov     | FAT PIPE Florbal Chodov | 3                           | 4 |                        |                        |  |  |                     |                     |
|  | FAT PIPE Florbal Chodov     |                         |                             | 4 |                        |                        |  |  |                     |                     |
|  | Bohemsca FBS Olomouc        | 2                       |                             |   |                        |                        |  |  |                     |                     |
|  | Bohemsca FBS Olomouc        | 2                       | Logisteed Tatran Střešovice | 2 |                        |                        |  |  |                     |                     |
|  |                             |                         | Logisteed Tatran Střešovice | 2 |                        |                        |  |  |                     |                     |
|  |                             | 1. SC Vítkovice         | 6                           |   |                        |                        |  |  |                     |                     |
|  | FBC Ostrava                 | 1. SC Vítkovice         | 6                           | 4 |                        |                        |  |  |                     |                     |
|  | FBC Ostrava                 |                         |                             | 4 |                        |                        |  |  |                     |                     |
|  | FBC Intevo Třinec           | 0                       |                             |   |                        |                        |  |  |                     |                     |
|  | FBC Intevo Třinec           | 0                       | FBC Ostrava                 | 2 |                        |                        |  |  |                     |                     |
|  |                             |                         | FBC Ostrava                 | 2 |                        |                        |  |  |                     |                     |
|  |                             | 1. SC Vítkovice         | 4                           |   |                        |                        |  |  |                     |                     |
|  | 1. SC Vítkovice             | 1. SC Vítkovice         | 4                           | 4 |                        |                        |  |  |                     |                     |
|  | 1. SC Vítkovice             |                         |                             | 4 |                        |                        |  |  |                     |                     |
|  | FbŠ Bohemians               | 0                       |                             |   |                        |                        |  |  |                     |                     |
|  | FbŠ Bohemians               | 0                       |                             |   |                        |                        |  |  |                     |                     |

### Čtvrtfinále

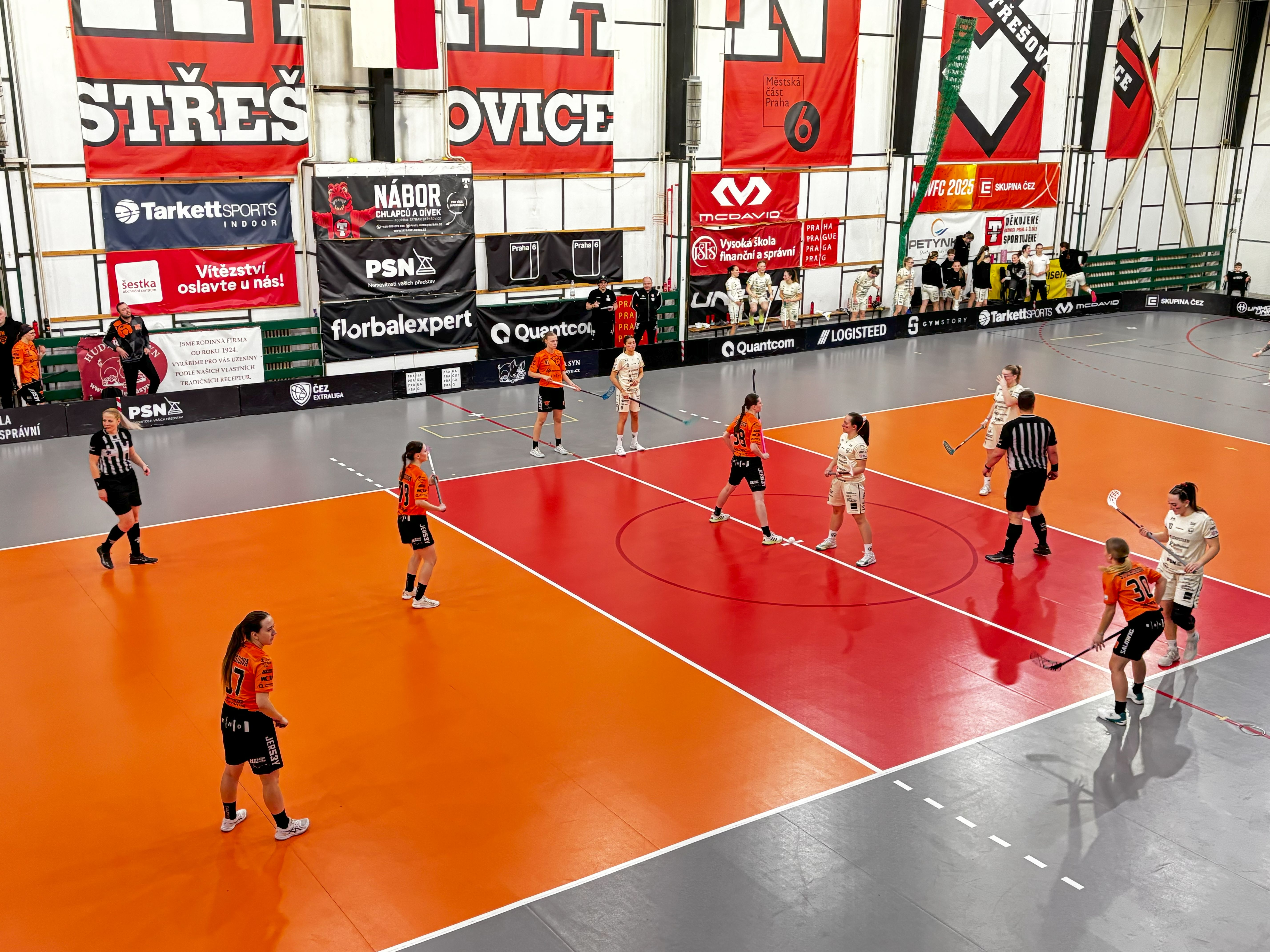
Druhý zápas čtvrtfinále Tatran Střešovice – Bulldogs Brno

Logisteed Tatran Střešovice – Bulldogs Brno 4 : 3 na zápasy – Zpráva
- 15. 3. 2025 19:00, Tatran – Bulldogs 3 : 4pn (0:1, 1:2, 2:0, 0:0)
- 16. 3. 2025 17:00, Tatran – Bulldogs 8 : 5pn (4:0, 2:3, 2:2)
- 22. 3. 2025 18:00, Bulldogs – Tatran 2 : 5pn (1:4, 0:1, 1:0)
- 23. 3. 2025 16:00, Bulldogs – Tatran 4 : 3pn (1:1, 2:1, 1:1)
- 26. 3. 2025 20:00, Tatran – Bulldogs 6 : 1pn (3:0, 2:1, 1:0)
- 28. 3. 2025 19:30, Bulldogs – Tatran 5 : 4pn (2:1, 0:2, 3:1)
- 30. 3. 2025 17:00, Tatran – Bulldogs 7 : 1pn (1:0, 1:0, 5:1)

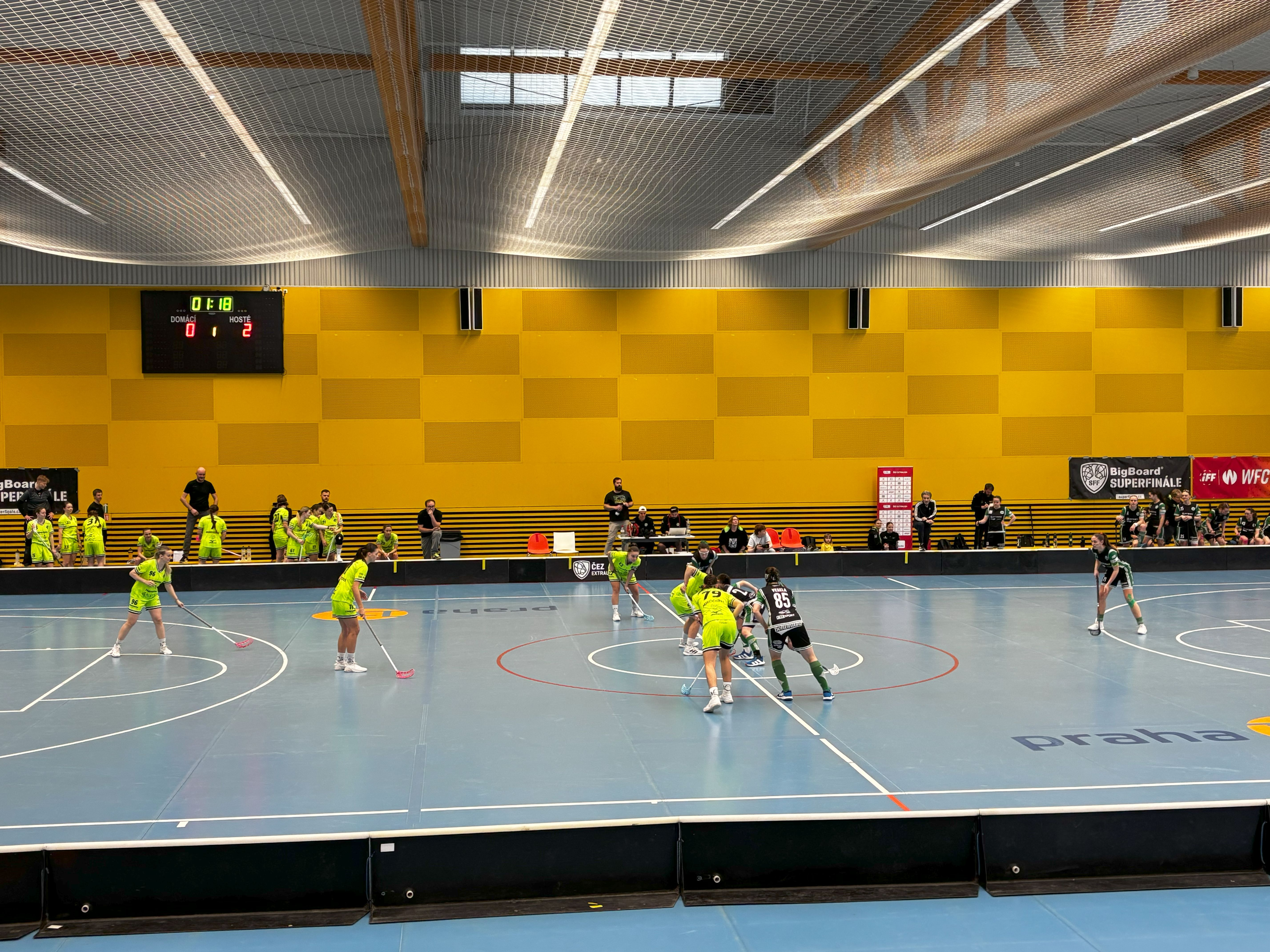
Třetí zápas čtvrtfinále 1. SC Vítkovice – FbŠ Bohemians

1. SC Tempish Vítkovice Natios – FbŠ Bohemians 4 : 0 na zápasy – Zpráva
- 15. 3. 2025 14:00, Vítkovice – Bohemians 8 : 31 (4:1, 2:1, 2:1)
- 16. 3. 2025 15:00, Vítkovice – Bohemians 9 : 31 (2:1, 5:1, 2:1)
- 22. 3. 2025 13:00, Bohemians – Vítkovice 0 : 12 (0:5, 0:5, 0:2)
- 23. 3. 2025 16:30, Bohemians – Vítkovice 1 : 10 (0:7, 0:0, 1:3)

FBC ČPP Bystroň Group Ostrava – FBC Intevo Třinec 4 : 0 na zápasy – Zpráva
- 15. 3. 2025 17:00, Ostrava – Třinec 10 : 2p (2:1, 3:0, 5:1)
- 16. 3. 2025 16:00, Ostrava – Třinec 13 : 2p (0:0, 1:1, 1:1, 1:0)
- 22. 3. 2025 18:30, Třinec – Ostrava 01 : 3p (0:0, 1:1, 0:2)
- 23. 3. 2025 17:00, Třinec – Ostrava 12 : 6p (0:3, 1:0, 1:3)

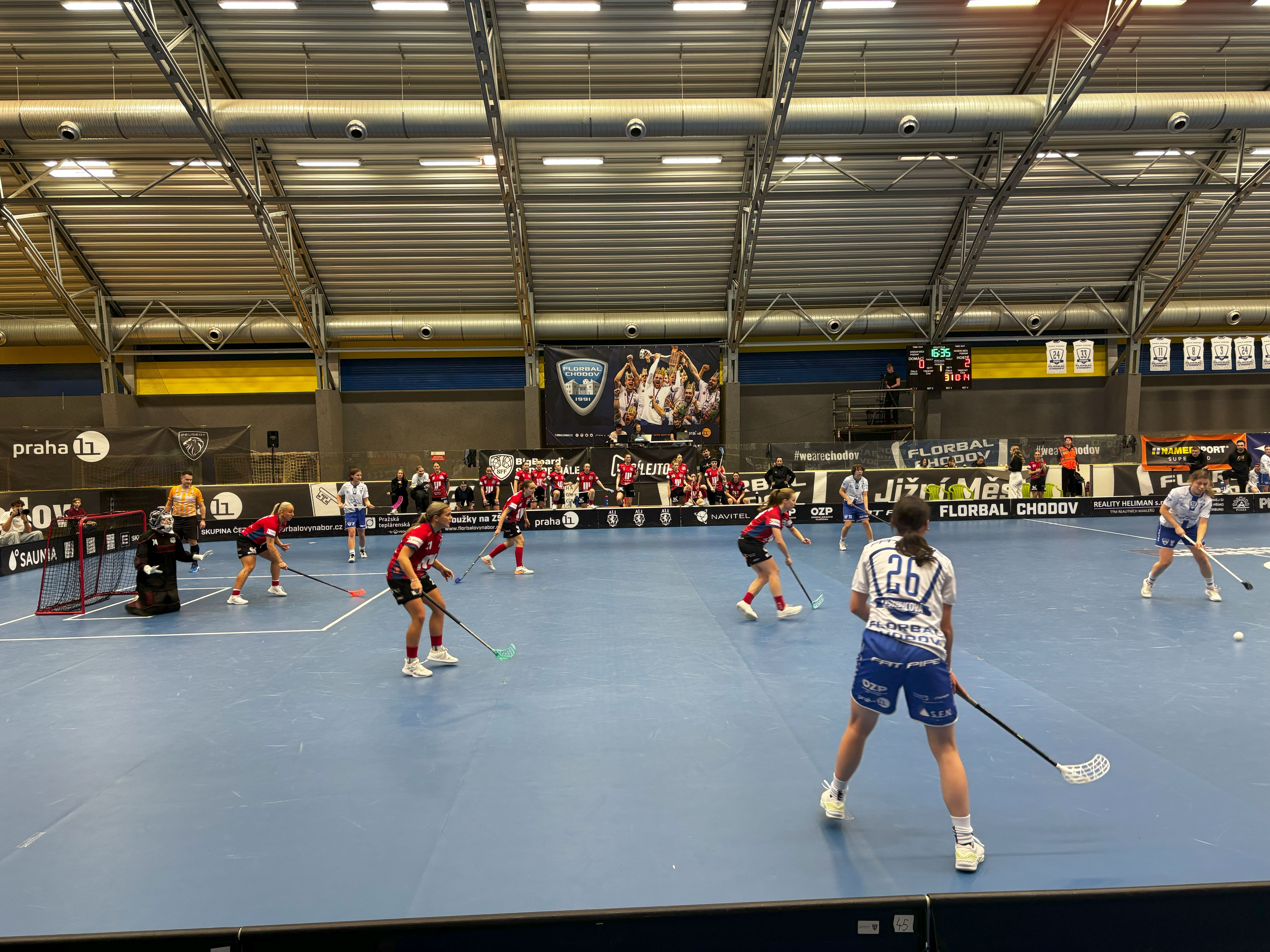
První zápas čtvrtfinále Florbal Chodov – FBS Olomouc

FAT PIPE Florbal Chodov – Bohemsca FBS Olomouc 4 : 2 na zápasy – Zpráva
- 15. 3. 2025 14:00, Chodov – Olomouc 3 : 6 (1:2, 0:2, 2:2)
- 16. 3. 2025 16:00, Chodov – Olomouc 8 : 0 (5:0, 0:0, 3:0)
- 22. 3. 2025 17:00, Olomouc – Chodov 5 : 7 (2:2, 1:2, 2:3)
- 23. 3. 2025 17:00, Olomouc – Chodov 3 : 2 (0:0, 2:1, 1:1)
- 26. 3. 2025 19:30, Chodov – Olomouc 7 : 2 (4:0, 0:1, 3:1)
- 28. 3. 2025 20:30, Olomouc – Chodov 0 : 5 (0:2, 0:1, 0:2)

### Semifinále

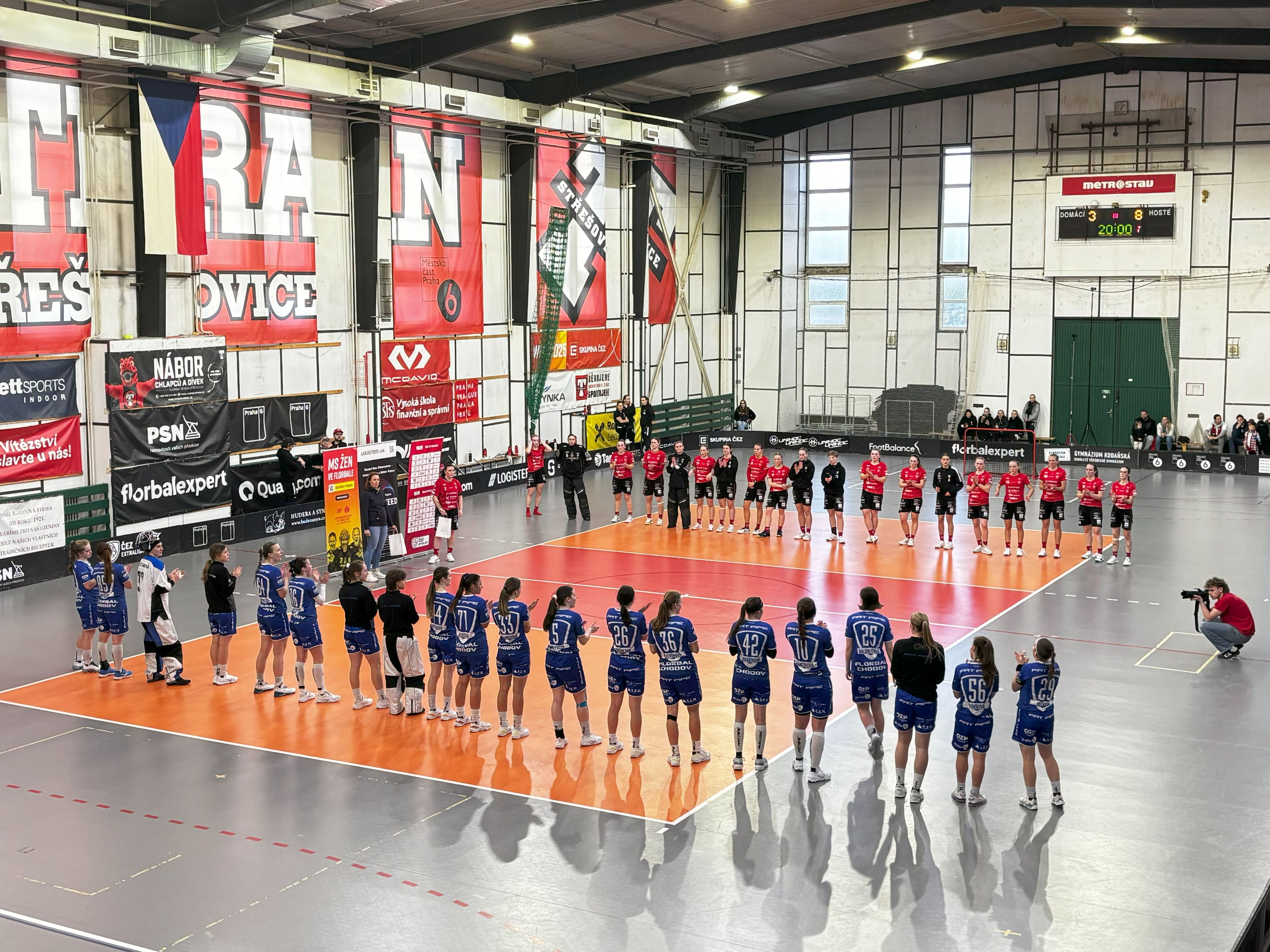
Druhý zápas semifinále Tatran Střešovice – Florbal Chodov

Logisteed Tatran Střešovice – FAT PIPE Florbal Chodov 4 : 3 na zápasy – Zpráva
- 15. 4. 2025 19:00, Tatran – Chodov 3 : 2pn (1:1, 1:1, 1:0)
- 16. 4. 2025 17:00, Tatran – Chodov 3 : 8pn (0:1, 1:3, 2:4)
- 12. 4. 2025 16:00, Chodov – Tatran 3 : 6pn (0:2, 1:1, 2:3)
- 13. 4. 2025 14:30, Chodov – Tatran 6 : 3pn (2:1, 4:2, 0:0)
- 16. 4. 2025 20:00, Tatran – Chodov 4 : 2pn (1:0, 2:1, 1:1)
- 18. 4. 2025 16:00, Chodov – Tatran 3 : 2pn (0:1, 1:1, 1:0, 0:0)
- 20. 4. 2025 16:00, Tatran – Chodov 4 : 2pn (0:1, 1:1, 3:0)

FBC ČPP Bystroň Group Ostrava – 1. SC Tempish Vítkovice Natios 2 : 4 na zápasy – Zpráva
- 15. 4. 2025 16:00, Ostrava – Vítkovice 4 : 2pn (0:1, 1:0, 3:1)
- 16. 4. 2025 16:15, Ostrava – Vítkovice 0 : 3pn (0:0, 0:1, 0:2)
- 12. 4. 2025 18:00, Vítkovice – Ostrava 8 : 1pn (3:1, 0:0, 5:0)
- 13. 4. 2025 17:00, Vítkovice – Ostrava 1 : 2pn (1:0, 0:0, 0:1, 0:0)
- 16. 4. 2025 18:00, Ostrava – Vítkovice 3 : 5pn (1:0, 0:2, 2:3)
- 18. 4. 2025 18:30, Vítkovice – Ostrava 3 : 2pn (1:0, 0:0, 2:2)

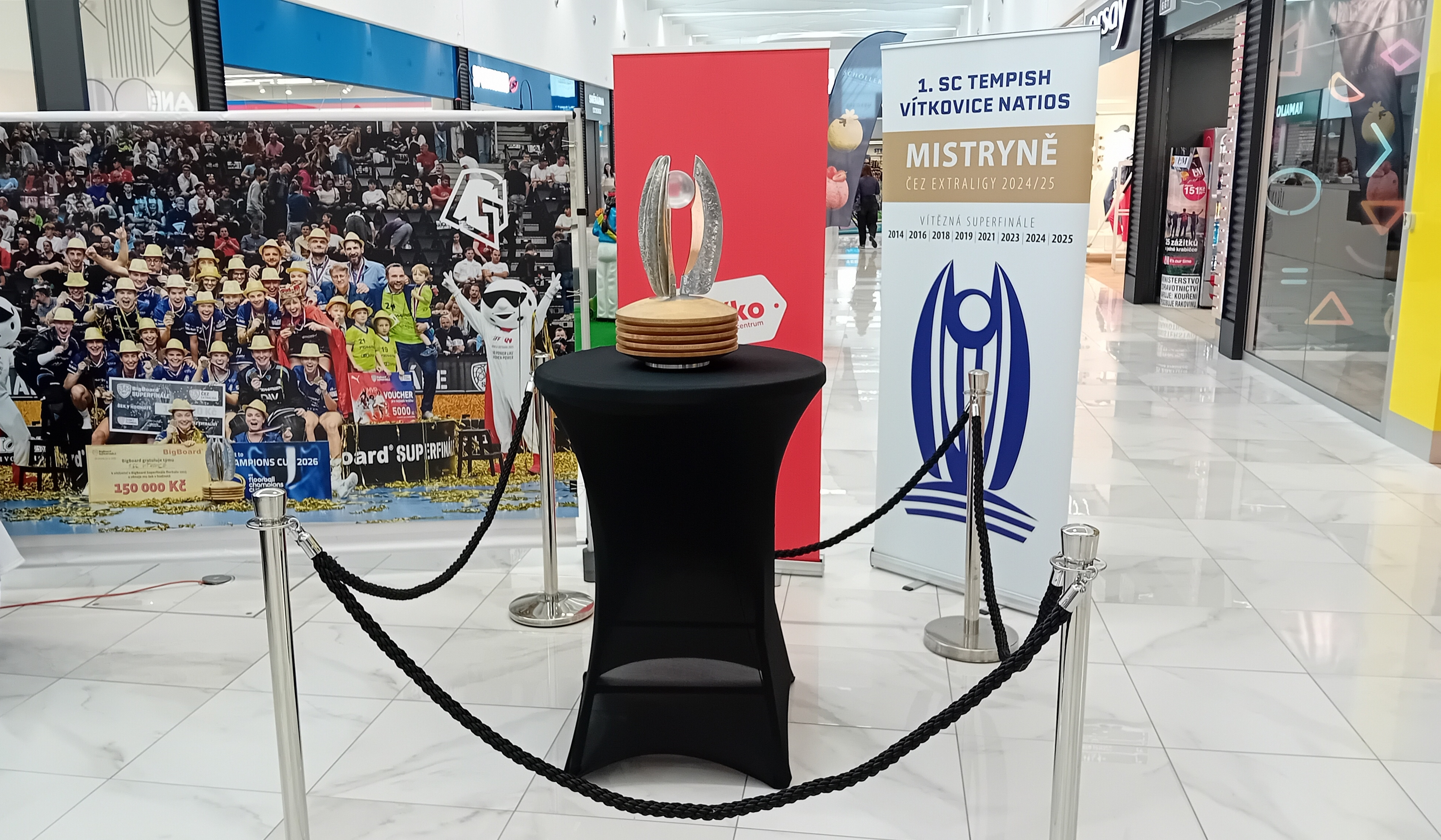
Mistrovský pohár

### Superfinále
27. 4. 2025 13:55, Logisteed Tatran Střešovice – 1. SC Tempish Vítkovice Natios 2 : 6 (1:1, 0:0, 1:5) – Zpráva

## Play-down
Pro kompenzaci jednoho chybějícího týmu byl systém play-down upravený. Poslední tři týmy ze základní části spolu hrály čtyřikrát každý s každým od 15. března do 20. dubna 2025. Nejméně úspěšný tým play-down (K1 Florbal Židenice) hrál od 26. dubna do 3. května baráž proti poraženému finalistovi 1. ligy, týmu Orel Rtyně v Podkrkonoší. Žádný tým tedy nesestoupil přímo a Židenice ligu v baráži obhájily.
| Poř. | Tým                     | Z | V | VP | PP | P | VG | OG | B  |
| ---- | ----------------------- | - | - | -- | -- | - | -- | -- | -- |
| 1.   | Crazy girls FBC Liberec | 8 | 6 | 1  | 1  | 0 | 49 | 32 | 21 |
| 2.   | FBC Kamat Dobruška      | 8 | 3 | 1  | 0  | 4 | 36 | 35 | 11 |
| 3.   | K1 Florbal Židenice     | 8 | 1 | 0  | 1  | 6 | 29 | 47 | 4  |

### Baráž
K1 Florbal Židenice – Orel Rtyně v Podkrkonoší 3 : 0 na zápasy – Zpráva
- 26. 4. 2025 17:00, Židenice – Rtyně v/P 8 : 5 (4:0, 1:2, 3:3)
- 01. 5. 2025 16:00, Židenice – Rtyně v/P 8 : 3 (3:2, 3:0, 2:1)
- 03. 5. 2025 20:00, Rtyně v/P – Židenice 3 : 6 (1:3, 1:3, 1:0)

## Konečné pořadí
| Pořadí           | Tým                            |
| ---------------- | ------------------------------ |
| Zlatá medaile    | 1. SC Tempish Vítkovice Natios |
| Stříbrná medaile | Logisteed Tatran Střešovice    |
| Bronzová medaile | FBC ČPP Bystroň Group Ostrava  |
| 4.               | FAT PIPE Florbal Chodov        |
| 5.               | FbŠ Bohemians                  |
| 6.               | Bulldogs Brno                  |
| 7.               | Bohemsca FBS Olomouc           |
| 8.               | FBC Intevo Třinec              |
| 9.               | Crazy girls FBC Liberec        |
| 10.              | FBC Kamat Dobruška             |
| 11.              | K1 Florbal Židenice            |